# Vladimir Smirnov
Vladimir Michajlovitj Smirnov (ryska: Владимир Михайлович Смирнов), född 7 mars 1964, är en kazakisk före detta längdskidåkare av rysk etnicitet. Han vann världscupen säsongen 1990/1991 (då tävlande för det dåvarande Sovjetunionen) och återigen säsongen 1993/1994.
Smirnov debuterade i världscupen den 18 december 1982 i Davos i ett 15 kilometerslopp och slutade på 17:e plats. Den första världscupsegern kom 1986 i Kavgolovo. Totalt vann han 29 världscuplopp, slutade tvåa 22 gånger och trea 15 gånger. Då han vann den totala världscupen 1993/1994 vann han sju lopp under en säsong.
Han vann OS-guld på 50 kilometer i Lillehammer, vilket var Kazakstans första OS-guld någonsin. Han vann under karriären också fyra OS-silver och två OS-brons. I VM-sammanhang lyckades han bäst vid VM 1995 i Thunder Bay då han lyckades ta tre guld och ett brons. Därutöver vann han guld på 30 kilometer vid VM i Lahtis 1989 samt ytterligare fyra VM-silver och tre VM-brons.
Smirnov bodde mellan 1991 och 2007 i Sundsvall. Under åren 1993–1998 vann han, tävlande för Stockviks SF, 12 individuella svenska mästerskap i längdåkning, en dominans som för ett tag fick många inom Svenska Skidförbundet att ifrågasätta om icke-svenska medborgare skulle få delta i svenska mästerskap.
1994 fick han motta Holmenkollenmedaljen tillsammans med Ljubov Jegorova och Espen Bredesen.
Smirnov valdes in i IOK:s Athletes Committee vid OS i Nagano 1998, och var IOK-ledamot 2000–2002. År 2005–2006 arbetade han som assisterande Race Director för internationella skidskytteförbundet (IBU), och 2006 valdes han till vicepresident i IBU.
Smirnov är en av grundarna av Vasa Bryggeri. Han har också arbetat för Scania, bland annat som VD för Scania Kazakstan.
Vladimir Smirnov valdes 2014 in i styrelsen för Kcell, den ledande mobiloperatören i Kazakhstan. Smirnov är även ordförande i styrelsens Sustainability Committee. I juni 2016 valdes Smirnov in i styrelse för AIM AB, 3D Additive Innovation Manufacturing.
Sedan augusti 2014 arbetar Smirnov som General Director för Corporate Fund Presidential Professional Sport Club Astana.